# Hilobothea latevittata
Hilobothea latevittata är en skalbaggsart som först beskrevs av Bates 1865.  Hilobothea latevittata ingår i släktet Hilobothea och familjen långhorningar.
Artens utbredningsområde är:
- Guyana.
- Surinam.

Inga underarter finns listade i Catalogue of Life.